# Phostria tenebrosalis
Phostria tenebrosalis là một loài bướm đêm trong họ Crambidae.